# 重孜寺
重孜寺（藏語：འབྲོང་རྩེ་དགོན，威利转写：vbrong rtse dgon），位于西藏自治区日喀则地区江孜县重孜乡，是一座藏传佛教格鲁派寺院。

## 简介

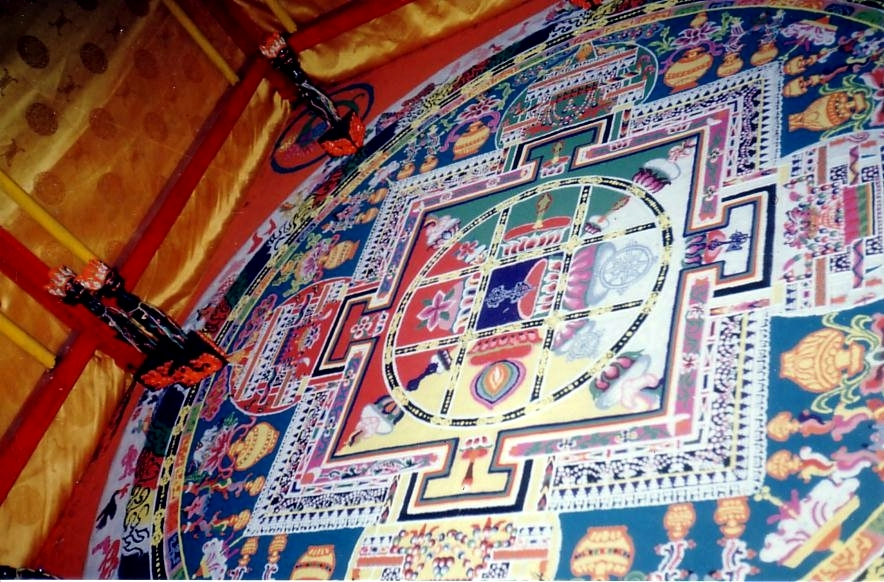
1993年，重孜寺内用沙做的坛城

重孜寺位于江孜县重孜乡，日江公路80公里路标旁边，距离江孜县城20公里。重孜寺全称“日重嘎孜”，明朝永乐四年（1406年）由拉尊·仁钦嘉措始建。历世生钦活佛是重孜寺的主持。2000年，第六世生钦活佛生钦·洛桑坚赞灵塔落成典礼在重孜寺举行。
重孜寺依山而建，建筑面积达到5641平方米。21世纪初，有三个扎仓（僧院）：法相扎仓、密乘扎仓、措钦扎仓。重孜寺是藏传佛教格鲁派的扎什伦布寺的主要分寺。21世纪初，有僧侣30人。重孜寺每年在江孜达玛节期间表演达果美果舞蹈，相传该舞蹈源于格萨尔时期战士出征前举行的仪式。日喀则地区已将达果美果舞蹈列为重点文化抢救对象。
重孜寺位于日江公路沿线，所以经过日江公路的人一般都要来寺内朝拜。
2013年，江孜县人民政府对江孜县纳如乡炯堆寺、热索乡洛日寺、日星乡日星寺、金嘎乡查珠寺、金嘎乡拉瓦普巴寺、重孜乡重孜寺、重孜乡天觉林寺、达孜乡年措寺、卡堆乡恩杂寺、卡堆乡布堆寺、紫金乡紫金寺、龙马乡加热寺、龙马乡恩达寺的公路工程进行了招标。